# Copidognathus coronatus
Copidognathus coronatus is een mijtensoort uit de familie van de Halacaridae. De wetenschappelijke naam van de soort is voor het eerst geldig gepubliceerd in 1972 door Makarova.